# 動脈

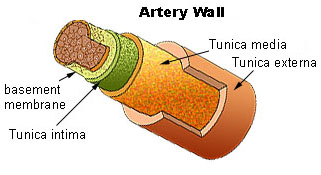
動脈壁の概念図。動脈壁は外膜・中膜・内膜の3つからなる

動脈（、英語: artery）とは、動物の血管系において、心臓から押し出される血液の流れる血管のことである。反対に、心臓へ流れ込む血液の流れる血管は静脈と呼ばれる。

## 構造・概要
動物の体液は、ある程度以上体の大きいものでは強制的に循環させる必要がある。その循環のためにポンプの役割をする器官があり、これが心臓である。心臓が押し出した血液の流れる管が動脈である。動脈は、その高い圧力に耐えるため、たとえば脊椎動物では外膜・中膜・内膜の3層からなる丈夫な構造を持つ。また、柔軟性に富むため心臓の収縮時と拡張時の血圧の差を吸収できるようになっている。
動脈は各組織へ血液を配分するために分岐していくが、分岐した枝同士が合流していることもある。これを吻合と言い、一方の血流が不十分でも組織が虚血に陥ることを避けられる。逆に、吻合のない動脈の支配領域はそれだけ虚血のリスクが高いと言える。
一般的に、大動脈を通じて全身へ送り出される血液は酸素に富んだ動脈血である。肺で酸素化を受けて心臓に戻ってくる血液は肺静脈を流れていても動脈血である点に注意を要する。
動脈の柔軟性が失われた状態が動脈硬化で、この状態では心臓の駆出力を十分に吸収できず、高血圧の原因になったりする。また、動脈硬化に伴い血管内腔が狭くなることで虚血の原因にもなる。
動脈は壁が丈夫且つ内部の血液には高い圧力がかかっているため、生きた動物を解剖すると、その段階で動脈血は出てしまうが、それでも壁はつぶれないので空気が入る。そのため、血液の循環が発見されるまでは、動脈は気体を送っていると考えられ、この気体が生気であると考えられたことがあった。

## 動脈の疾患
- 動脈硬化症
- 動脈瘤
- 解離性大動脈瘤
- 高安動脈炎（高安病）
- 閉塞性動脈硬化症
- ルーリッシュ症候群
- 腎血管性高血圧症
- 網膜動脈閉塞症
- もやもや病（ウィリス動脈輪閉塞症）
- 血管腫
- 動静脈瘻
- 虚血性心疾患
- 脳血管障害
- 上腸間膜動脈血栓症

## 主な動脈
- 大動脈
  - 冠動脈
  - 腕頭動脈
    - 鎖骨下動脈
    - 総頚動脈

  - 内胸動脈
  - 腹腔動脈
    - 脾動脈
    - 胃冠状動脈
    - 総肝動脈

  - 上腸間膜動脈
  - 腎動脈
  - 精巣動脈・卵巣動脈
  - 下腸間膜動脈
  - 総腸骨動脈
    - 外腸骨動脈
    - 内腸骨動
- 肺動脈